# Apple Macintosh

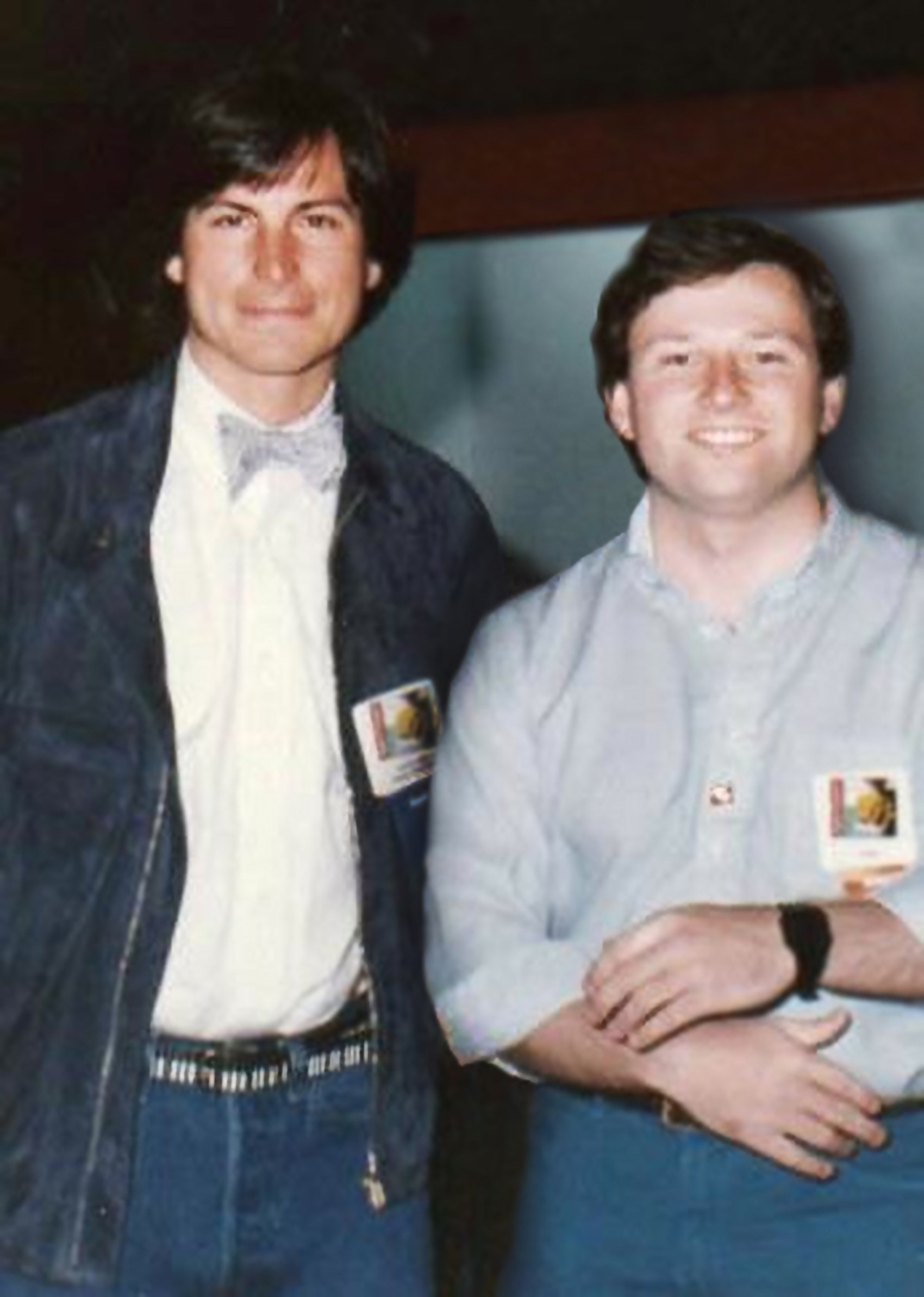
Steve Jobs met Wendell Brown bij de lancering van Browns Hippo-C-software voor Macintosh, 1984

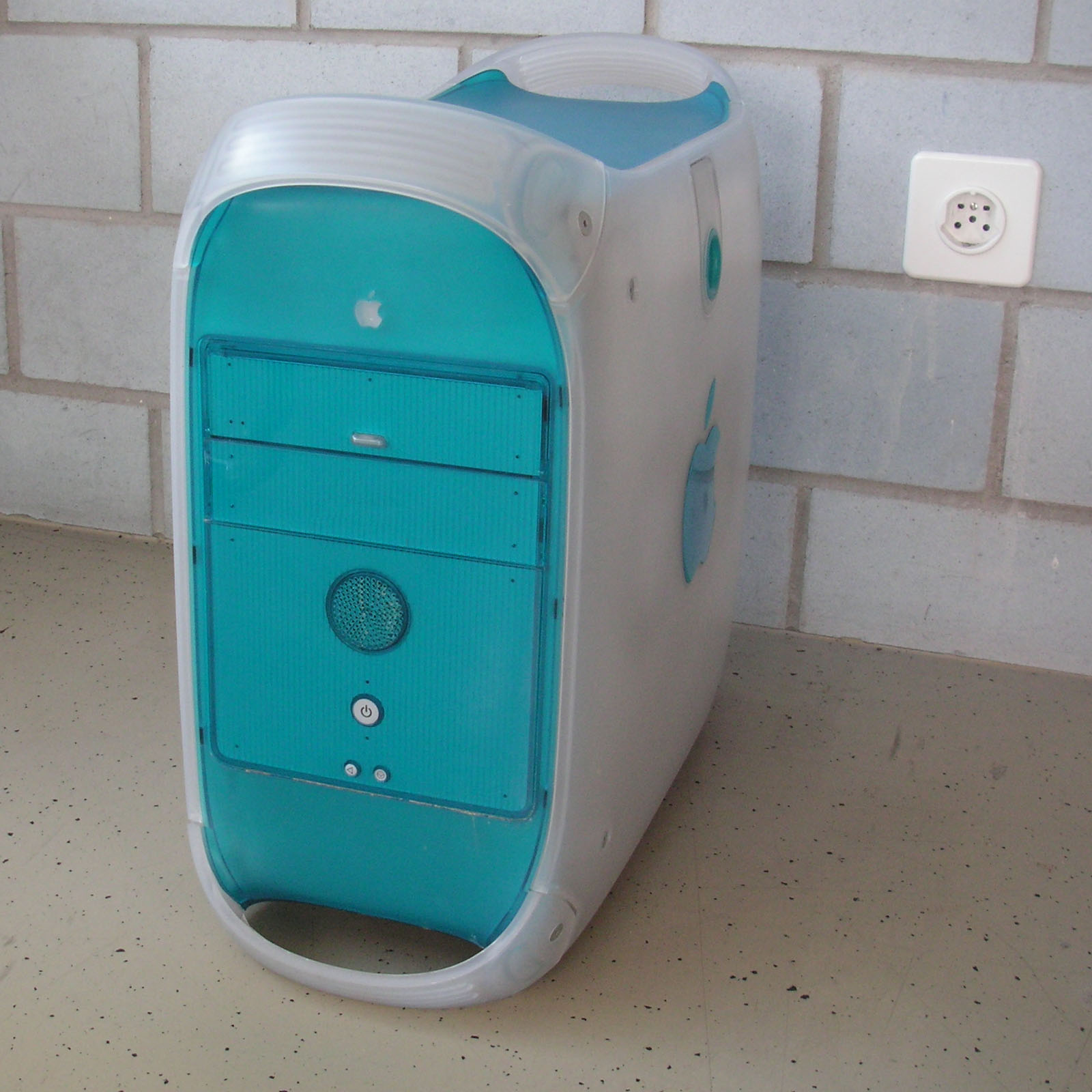
Power Mac G3 B&W uit 1999

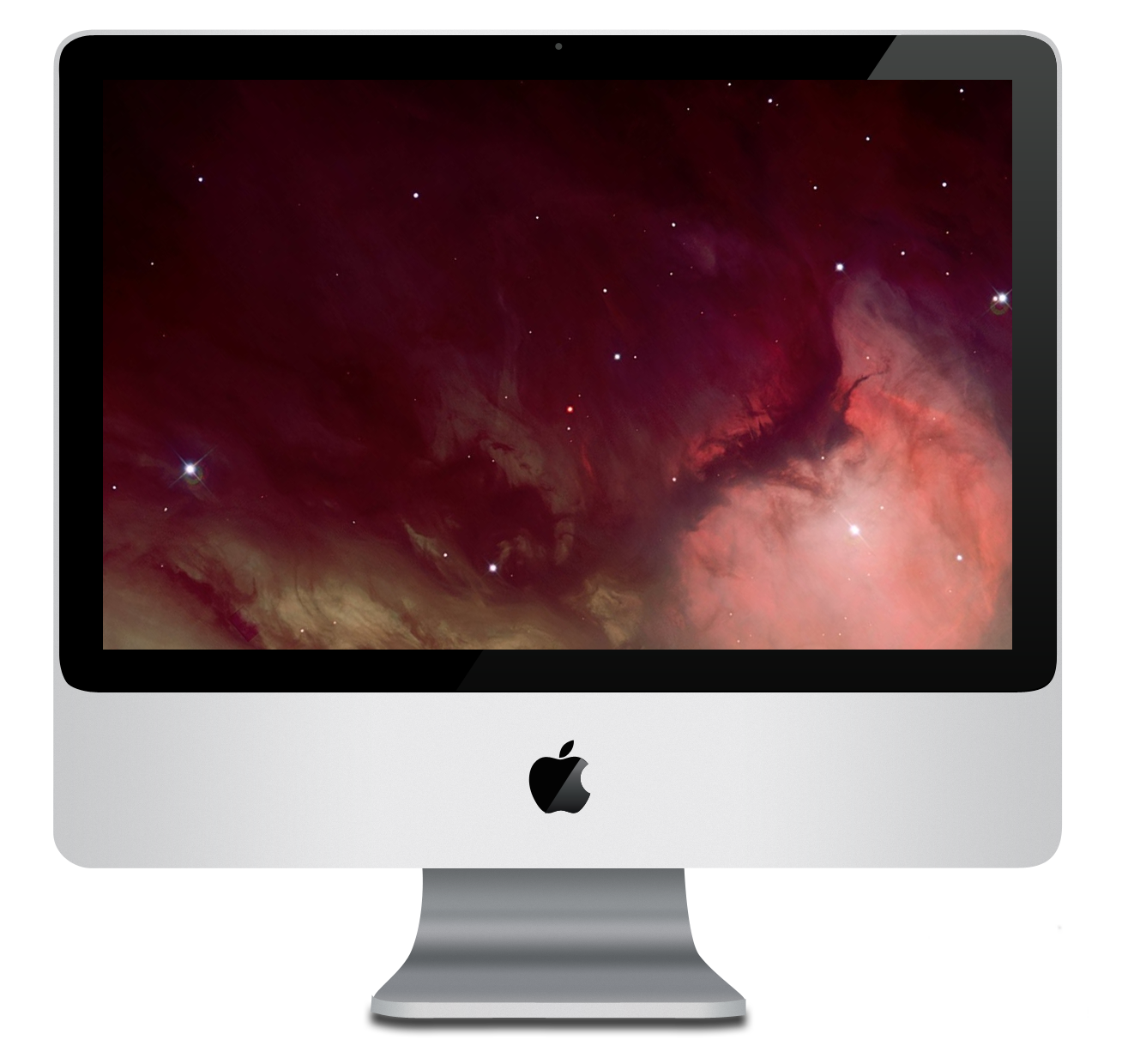
De iMac anno 2009

Macintosh of kortweg Mac is een serie computers op de markt gebracht door het Amerikaanse bedrijf Apple. De eerste Macintosh werd in 1984 geïntroduceerd als goedkope opvolger van de Apple Lisa, een computer waarop al een visuele en muisgestuurde gebruikersinterface, zoals op de Macintosh, beschikbaar was. Deze was zijn tijd ver vooruit, maar vooral door zijn hoge prijs was hij geen succes. De naam werd bedacht door Jef Raskin, die het vernoemde naar zijn favoriete appelsoort de McIntosh. Om problemen met het Amerikaanse audiomerk McIntosh te voorkomen, werd de naam gespeld als Macintosh.

## Geschiedenis
De eerste Apple Macintosh, Macintosh 128K, werd in 1984 meteen geleverd met een grafische gebruikersinterface (Mac OS). De ontwikkeling van de Mac zonder muisbesturing begon in 1979 onder leiding van Jef Raskin. Steve Jobs bracht later op uitnodiging een bezoek aan het PARC-laboratorium van Xerox, samen met onder meer Bill Atkinson. Na dit bezoek werden verschillende ideeën van PARC en diens muisgestuurde Xerox Alto-werkstation overgenomen. Het Apple-team ontwikkelde echter zelf de overlappende vensters in de interface, de mogelijkheid om iconen te verplaatsen of te verwijderen, de 'knip en plak'-metafoor en een menubalk die er in elk programma hetzelfde uitzag.
De Macintosh maakte gebruik van de door Douglas Engelbart in 1963 ontwikkelde muis en hanteerde de bureaubladmetafoor. Een gebruiker hoefde geen onbegrijpelijke commando's in te typen. Na het aanzetten van de Macintosh-computer zag de gebruiker, op het zwart-witbeeldscherm van 23 cm (9 inch), een symbolisch bureaublad voor zich met iconen van een kastje, blaadjes papier, mappen om ze in te doen en een prullenmand om ze in weg te gooien. Later was er ook een versie leverbaar met een kleurenscherm, de Macintosh II. Die was net zoals de Macintosh SE voorzien van de zogenaamde superdrive. Hiermee konden zowel Apple als MS Dos geformatteerde floppies (met hun bestanden, bijvoorbeeld in Wordperfect) gelezen worden. Een voordeel voor Apple gebruikers voordat gegevens via Internet uitgewisseld konden worden.
Het eigenlijke besturingssysteem achter de Macintosh werd door Apple zo veel mogelijk uit het zicht gehouden. Het werkte allereerst op een processor uit de 68000-serie van Motorola, en bestond uit een systeem - System genaamd - dat zo veel mogelijk in RAM werd geladen, een bestandsbeheerprogramma - Finder genaamd - en een steeds groeiend aantal uitbreidingen, de Extensions. Aanpassingen aan het systeem konden worden uitgevoerd door regelpanelen aan te roepen waarop bepaalde functies konden worden ingesteld, de Control panels.
De Macintosh werd op 22 januari 1984 ingeluid met een één minuut durende reclamespot tijdens de Amerikaanse Superbowl. Ongeveer de helft van de bevolking van de Verenigde Staten keek hiernaar. Twee dagen later werd de computer officieel geïntroduceerd door Apple-oprichter Steve Jobs. De prijs van de eerste Mac lag tussen de 1995 en 2495 dollar.
De Macintosh is in veel opzichten de grondlegger van wat nu de pc wordt genoemd. Computers zonder muis- en vensterbesturing a la MS-DOS waren rond 1993 nauwelijks meer verkrijgbaar. De eerste Macintosh draaide op 7,83 MHz terwijl in 2003 al kloksnelheden tot 500 keer zo hoog werden gehaald. Het oorspronkelijke Mac-besturingssysteem (Mac OS) werd uitgefaseerd rond 2002 en vervangen door het op BSD Unix gebaseerde Mac OS X. De eerste versie hiervan, afgeleid van de oudere muisgestuurde Unix-variant NeXTStep, debuteerde in 2001 (Mac OS X 10.0). Binnen OS X werkte het oude 'Classic' Mac OS tot de komst van versie 10.5 alleen nog binnen de zogeheten Classic-emulatie. Met de komst van 'Leopard' 10.5 verdween het oorspronkelijke Mac OS bij Apple definitief van het toneel.
Op 5 juni 2005 kondigde Steve Jobs aan dat Apple zou beginnen over te schakelen van PowerPC- naar Intel-microprocessors. De overschakeling zou volledig zijn in 2007. De reden voor deze overschakeling was het hoge energieverbruik en de hoge warmteproductie van de G5-processors van IBM, waardoor de laptops van Apple niet konden concurreren. Apple introduceerde de eerste Intel Macs met 'Core Duo'-processoren al in januari 2006, totdat in augustus 2006 als laatste ook de Power Mac en Xserve van een Intelprocessor werden voorzien. De switch naar Intel luidde overigens ook naamswijzigingen in: de iBook werd de Macbook, de PowerBook werd de Macbook Pro, en de Power Mac werd de Mac Pro.
Op 10 november 2020 kondigde Apple aan met al hun Mac modellen over te gaan schakelen van Intel processoren naar de eigen ontwikkelde "Apple Silicon" SOC's. De overschakeling zou volledig zijn in 2022. De reden voor deze overschakeling was onder andere het relatief hoge energieverbruik van de Intel x86 processoren, oftewel de prestatie per Watt. Apple claimt met een chip uit de M-series vergeleken met x86 processoren slechts 25% van het energieverbruik nodig te hebben voor dezelfde prestatie. Vooral bij mobiele computers, zoals laptops en tablets, maakt dit wat betreft de accuduur een enorm verschil. Vanaf eind 2020 werden de MacBook Air, de MacBook Pro en de Mac mini met de M1 SOC geleverd en in maart 2022 werd de meest krachtige uitvoering van de M1, de M1-Ultra, aangekondigd als optionele upgrade voor de Mac Studio.
Tegenwoordig levert Apple geen computers meer onder de merknaam Macintosh, maar de verkorte naam 'Mac' wordt nog gebruikt als deel van andere merknamen zoals Mac Pro, iMac en MacBook.